# Corydalis mira
Corydalis mira är en vallmoväxtart som först beskrevs av Alexander Feodorowicz Batalin, och fick sitt nu gällande namn av Cheng Yih Wu och H. Chuang. Corydalis mira ingår i släktet nunneörter, och familjen vallmoväxter. Inga underarter finns listade i Catalogue of Life.